# ألف ليلة وليلة (فلم 1941)
ألف ليلة وليلة هو فيلم دراما تاريخي مصري من إخراج وإنتاج توجو مزراحي عام 1941. وبطولة علي الكسار وعقيلة راتب وحامد مرسي.

## قصة الفيلم
تدور أحداث الفيلم حول صياد يدعى عثمان عبد الباسط، يعثر أثناء صيده على طفل صغير في سلة عائمة، فينتشله ويربيه ويعلمه الصيد. يتم القبض على عثمان ويدخل السجن لقيامه بالصيد في منطقة محرمة، وتدخلت ابنة الأمير لإطلاق سراحه. يعثر عثمان على قمقم وهو يصطاد ذات يوم، يفتحه فيخرج منه عفريت يكافئ عثمان بعصا سحرية، وبعدها يبلغه أن ابنه مرجان في خطر داهم، فيذهب لإنقاذه ويكتشف حقيقة قصته وهوية والديه الحقيقيين.

## الممثلون
- علي الكسار
- عقيلة راتب
- حامد مرسي
- علي عبد العال
- زكية إبراهيم
- رياض القصبجي
- زوزو نبيل
- توفيق صادق
- عباس الدالي
- علي كامل
- سعاد أحمد
- لطفي الحكيم
- زكي إبراهيم
- عبد العزيز الجاهلي

## الأغاني
- تلحين: عزت الجاهلي، فريد غصن

## وصلات خارجية
- ألف ليلة وليلة على موقع قاعدة بيانات الأفلام العربية
- صفحة الفيلم في قاعدة بيانات الأفلام العربية